# Stanisław Ignacy Witkiewicz
Stanisław Ignacy Witkiewicz, også kendt som Witkacy (født 24. februar 1885 i Warszawa, Polen, død 18. september 1939 i Jeziory (i det nuværende Ukraine) var en polsk forfatter, dramatiker, fotograf, filosof og maler.
Han var søn af Stanisław Witkiewicz. Helena Modrzejewska var hans gudmor.

## Biografi
Witkiewicz voksede op i sit familiehjem i Zakopane, som på denne tid lå i Østrig. I overensstemmelse med sin fars antipati mod "skoleslaveri" uddannedes den unge Witkiewicz i sit hjem. Der begyndte han at udvikle sin begavelse på de kreative områder. Han klarede at bestå studentereksamen og begyndte at læse på Krakóws kunstakademi. Efter at hans kæreste havde begået selvmord i 1914, rejste han med sin ven Bronisław Malinowski til Australien og Oceanien. Rejsen afsluttedes med udbruddet af den første verdenskrig. Witkiewicz, som var en undersåt af tsaren, tog til Sankt Petersborg for at tjene i Pavlovskij-regimentet. Der oplevede han den russiske revolution, som fik stor betydning for hans liv og litteraturkunst.
Efter han var rejst tilbage til Polen tog han et kunstnavn Witkacy. Det var en rigtigt frugtbar periode i hans liv. Da skrev han Nowe formy w malarstwie i wynikające stąd nieporozumienia i 1919 (Nye former i malerkunst og resulterede misopfatninger), som fremlagde hans originale teori om kunst – "Teori om den rene kunst". 
Han var også dramatiker. Alene i 1920 skrev Witkacy to skuespil. Næsten alle hans til i dag bevarede teaterstykker blev skrevet før 1925.
Han skabte også "Teori om den Rene Form" til teater. Hans skuespil var ingen succes, eftersom de kom alt for tidligt. Kun Jan Karol Maciej Wścieklica opnåede anerkendelse.
I 1922 giftede Witkiewicz sig med Jadwiga von Unrug, datterdatter af en polsk maler Juliusz Kossak. Hans hustru boede hele tiden i Warszawa, mens han var i Zakopane. For at tjene penge forlod han kunsten og indrettede et portrætfirma "S. I. Witkiewicz". På portrætterne inkluderede han navnet af stoffet (fx te, kaffe eller narkotiker), som han var påvirket af, mens han skabte malerierne.
I slutningen af 1920erne begyndte han at skrive romaner. Han udgav Pożegnanie jesieni 1927 (Farvel til høst) og Nienasycenie 1930 (Umætteligheden), som omfattede geopolitik, stoffer og filosofi.
Under 1930erne publicerede Witkacy bogen Narkotyki (Narkotika) om sine erfaringer med stoffer som meskalin, peyote, alkohol, osv. Han udgav også sit filosofiske hovedværk Pojęcia i twierdzenia implikowane przez pojęcie istnienia 1935 (Begreber og teoremer implicerede af det begreb af eksistens).
Da Tyskland invaderede Polen i september 1939, flyttede Witkiewicz fra Zakopane til det østlige Polen, men efter Sovjetunionen tog landet, besluttede han sig for at begå selvmord. Han døde 18. september 1939 i Jeziory.

## Witkiewicz i dag
Witkiewicz døde som ukendt. Efter verdenskrigen var han "forbudt" i det kommunistiske Polen. Først i 1970erne blev han mere kendt. Den polske teaterinstruktør Tadeusz Kantor var inspireret af Witkacy-stykker og opførte mange af dem både i Polen og i verden.
Witkacy er i dag en af de tre mest vigtige modernistiske polske forfattere (med Witold Gombrowicz og Bruno Schulz).